# Matěj Václav Šteyer
Matěj Václav Šteyer (13. února 1630, Praha – 7. září 1692, Praha) byl český jezuitský kněz, kazatel, překladatel, náboženský spisovatel a jazykovědec, významný představitel skupiny puristů (jazykových brusičů).

## Život
Do jezuitského řádu vstoupil jako sedmnáctiletý 20. září 1647. Po studiích v Olomouci působil dlouhá léta jako učitel na jezuitských kolejích. Jako kazatel působil na Vyšehradě a na Svaté Hoře. Spolu se svou matkou Marií Šteyerovou založil v roce 1669 nakladatelství Dědictví sv. Václava, jehož účelem bylo vydávání a šíření českých katolických knih. Šteyer se ve spolupráci s Jiřím Konstancem a Janem Barnerem podílel na novém překladu bible – Svatováclavská bible (nahrazujícím překlad kralický), který pak vyšel právě v Dědictví sv. Václava v roce 1715 (podruhé 1769).

## Dílo
- Věčný pekelný žalář (1679) – značně rozšířený překlad z italské předlohy, rozsáhlý barokní popis pekla
- Kancionál český (1683) – sbírka českých katolických duchovních písní, mnoho z nich se při bohoslužbách zpívá dodnes
- Postilla katolická (1691)
- Výborně dobrý způsob, jak se má dobře po česku psáti neb tisknouti (tzv. Žáček, 1668)